# وحید رزاقی
وحید رزاقی (زاده ۲۴ شهریور ۱۳۴۹، تهران) بازیگر تئاتر، سینما و تلویزیون، اهل ایران است.
رزاقی در سال ۱۳۶۲ طی یک اتفاق ساده فرصت حضور در مقابل دوربین محسن مخملباف در فیلم سینمایی دو چشم بی سو را یافت. او پیش از آن فقط درگروه‌های تئاتر دانش آموزی در مناطق آموزش و پرورش فعالیت داشت.
پس از این تجربهٔ اولیه در مقابل دوربین برآن شد تا با حضور در مدرسه هنر و ادبیات صدا و سیما به صورت جدی، سینما و بازیگری را دنبال کند. در این راه از اولین معلمان وی علیرضا خمسه و هرمز هدایت می‌توان یاد کرد.

## تحصیلات
- دانش آموختهٔ بازیگری از مدرسه هنر و ادبیات صدا و سیما
- دانش آموختهٔ عکاسی از انجمن سینمای جوان ایران
- دانش آموختهٔ رشتهٔ نمایش از دانشکده هنر و معماری
- دانش آموختهٔ فیلمسازی از آموزشگاه سینمایی نگاه نو

## فعالیت‌ها

### نمایش
- انتخاب مبصر (نمایش) علیرضا خمسه، بازیگر
- پیروزی درشیکاگو (نمایش) (داوود رشیدی)، بازیگر
- چایخانهٔ باغ پریان (نمایش) (هرمز هدایت)، بازیگر
- دور گردون (نمایش) (سید حسین فدایی حسین)، بازیگر
- فرود سیاوشان (نمایش) (مریم معترف)، دستیارکارگردان
- هفت کردار (نمایش)|هفت کردار (هرمز هدایت)، دستیارکارگردان و بازیگر
- سربه ازای سرنیزه (نمایش خوانی), (ناصح کامگاری)، دستیارکارگردان
- دراعماق (نمایش خوانی) (محمدعلی نوروش)، بازیگر
- پچ پچه‌های پشت خط نبرد (نمایش خوانی), (رضا صمد پور)، بازیگر
- مهمانی درندگان (تله تئاتر), (رشید بهنام)، بازیگر

### تلویزیون
- برگی از زندگی (مجموعه) (هرمز هدایت)، بازیگر
- همسران (مجموعه تلویزیونی) (بیژن بیرنگ، مسعود رسام)، گریم
- شیرین تراز کلاغ پر (مجموعه تلویزیونی) (هرمز هدایت)، دستیارکارگردان
- زیر گنبد کبود (بهمن زرین‌پور)، بازیگر
- بازگشت به خانه (مسعود نوابی)، بازیگر
- بستنی‌ها (آزاده پورمختار)، صداپیشه
- راز یک قتل (مجموعه تلویزیونی) (محمدرضا پاسدار)، بازیگر
- می‌خواهم داستان بنویسم (مجموعه تلویزیونی) (گلی، مسلمی، فروتن)، بازیگر
- مهمان ناخوانده (مجموعه تلویزیونی) (مهران غفوری)، گریم (توضیح: به پخش نرسید)
- پرونده (مجموعه تلویزیونی) (اردشیر رشیدی)، گریم
- همسر نامریی (مجموعه تلویزیونی) (علی عبدالعلی‌زاده)، دستیار دوم کارگردان
- دانی و من (علی عبدالعلی‌زاده)، دستیار دوم کارگردان و بازیگر
- مجموعه‌های دالی، سری یک، دو و سه (مجموعه تلویزیونی) (مریم معترف)، دستیار اول کارگردان و برنامه‌ریز
- کلاس اولیها (مجموعه تلویزیونی) (مریم معترف)، دستیارکارگردان
- جنگ جوان (مجموعه تلویزیونی) (مازیار میری)، دستیار اول کارگردان و برنامه‌ریز
- داستانی عروسکی (مجموعه تلویزیونی) (حسن پورشیرازی)، صداپیشه
- سرزمین من و نقابداران (مرتضی جعفری)، بازیگر
- امیدهای ایران (مجموعه تلویزیونی)، صدا پیشه
- پاپر خان (مجموعه تلویزیونی) (نگار استخر)، صداپیشه و بازیگر
- زیستا، (فیلم ویدئویی) (ارژنگ امیرفضلی)، صداپیشه
- افق (کلیپ) (شاهرخ دولکو)، گریم
- فرجام (تله فیلم)، (امیر حسن ندایی) بازیگر
- زیرخاکی (تله فیلم) (شهره لرستانی) دستیار کارگردان

### سینما
- دو چشم بی‌سو (محسن مخملباف۱۳۶۲، بازیگر
- قاب عکس، (فیلم کوتاه) , (فرشاد اکتسابی)، دستیار کارگردان
- ماه و خورشید (محمدحسین حقیقی)، بازیگر
- ابراهیم (حمید رضا محسنی)، ۱۳۷۵)، طراح گریم
- زیر پوست شهر (رخشان بنی اعتماد)، بازیگر
- در (فیلم کوتاه) , (مسعود میمی)، بازیگر
- تقاطع (ابوالحسن داودی)، ۱۳۸۴، بازیگر
- طوفانی ولی آرام (تله فیلم) , (حمیدرضا محسنی، ۱۳۸۶، بازیگردان و بازیگر